# Birlibán jde do školy
Birlibán jde do školy je dětská kniha spisovatele Eduarda Petišky volně navazující na příběh o chlapci Birlibánovi. Titul vyšel poprvé v nakladatelství Mladá fronta s ilustracemi Václava Sivka roce 1962, tedy tři roky po prvním vydání Birlibán (1959). Nakladatelství Librex pak příběh nechalo přeilustrovat ilustrátorem Adolfem Dudkem a bezplatně distribuovalo žákům prvních tříd. V roce 2014 vydalo knihu poprvé elektronicky a rovněž bezplatně distribuuje (ku příležitosti 90 let od autorova narození) nakladatelství Education s ilustracemi Jakuba Mareše.
Stejně jako první díl, je i Birlibán jde do školy zaměřen na problematiku dětství a dětskou adaptaci na okolní prostředí. V tomto díle se autor zabývá jedním z nejdramatičtějších období dětství – přechodem z předškolního věku do školního, opouštění světa bezstarostných her a začátkem prvních životních povinností. Nenásilnou formou provádí dítě světem jeho vrstevníků i dospělých a tak přispívá k jeho socializaci. Příběhy, které Birlibán zažívá, tak nacházejí široké uplatnění ve vzdělávacím kontextu a výukových materiálech, programech a tematicky zaměřených projektech.
Ukázka z knihy:
,,Birlibán, Birlibán, jaképak je to jméno? Uslyšíme snad pohádku o kouzelníkovi anebo... Onehdy jsem šel po náměstí a potkal jsem chlapce, který křičel: „Birlibán, Birlibán, Birlibán!“ Zeptal jsem se ho, kdo to Birlibán je. Odpověděl mi, že Birlibán je přece kluk, co šel do Bonbonovic a do Maňáskova, a že je o tom knížka. A také mi řekl, že se mu to jméno líbí, a proto si je prý zpívá. „Ach, ty zpíváš,“ povídal jsem, „a já si myslil, že křičíš.“ Tak to bývá, někdo křičí a myslí si, že zpívá, někdo uslyší jméno Birlibán a myslí si kdovíco, a zatím je to jméno chlapce. Ale divné jméno. Však jeho příhody jsou podivné. A tak si o Birlibánovi už vypravujme."